# Улица Красных Партизан (Сергиево)
Улица Кра́сных Партиза́н — улица в Красносельском районе Санкт-Петербурга. Расположена в историческом районе Сергиево. Отходит от 6-й линии в сторону Красносельского шоссе.

## История
Названа в честь бойцов партизанских отрядов, действовавших против белогвардейцев и интервентов в период Гражданской войны.

## Транспорт
- Метро:

- Ближайшая станция — «Проспект Ветеранов» — приблизительно в 9,5 км от улицы

- Железнодорожный транспорт:

- Станция «Сергиево»